# زويلوس
زويلوس (القرن الرابع ق. م.) هو سفسطائي يوناني.
اشتهر بنقده ضد هوميروس حتى لقب «هوميروستكس» أي «آفة هوميروس».